# Zalando

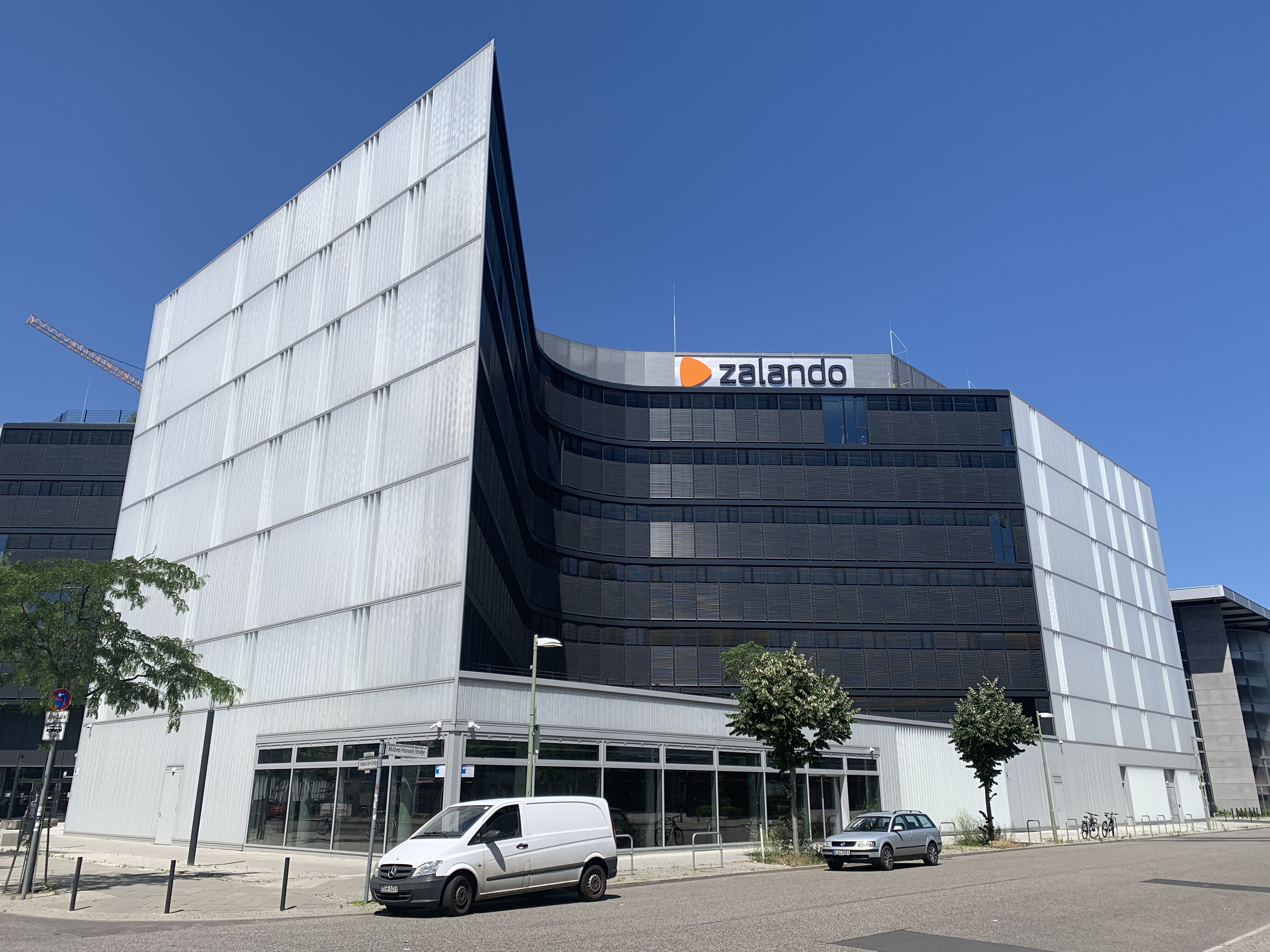
Hoofdvestiging van Zalando SE in Berlijn

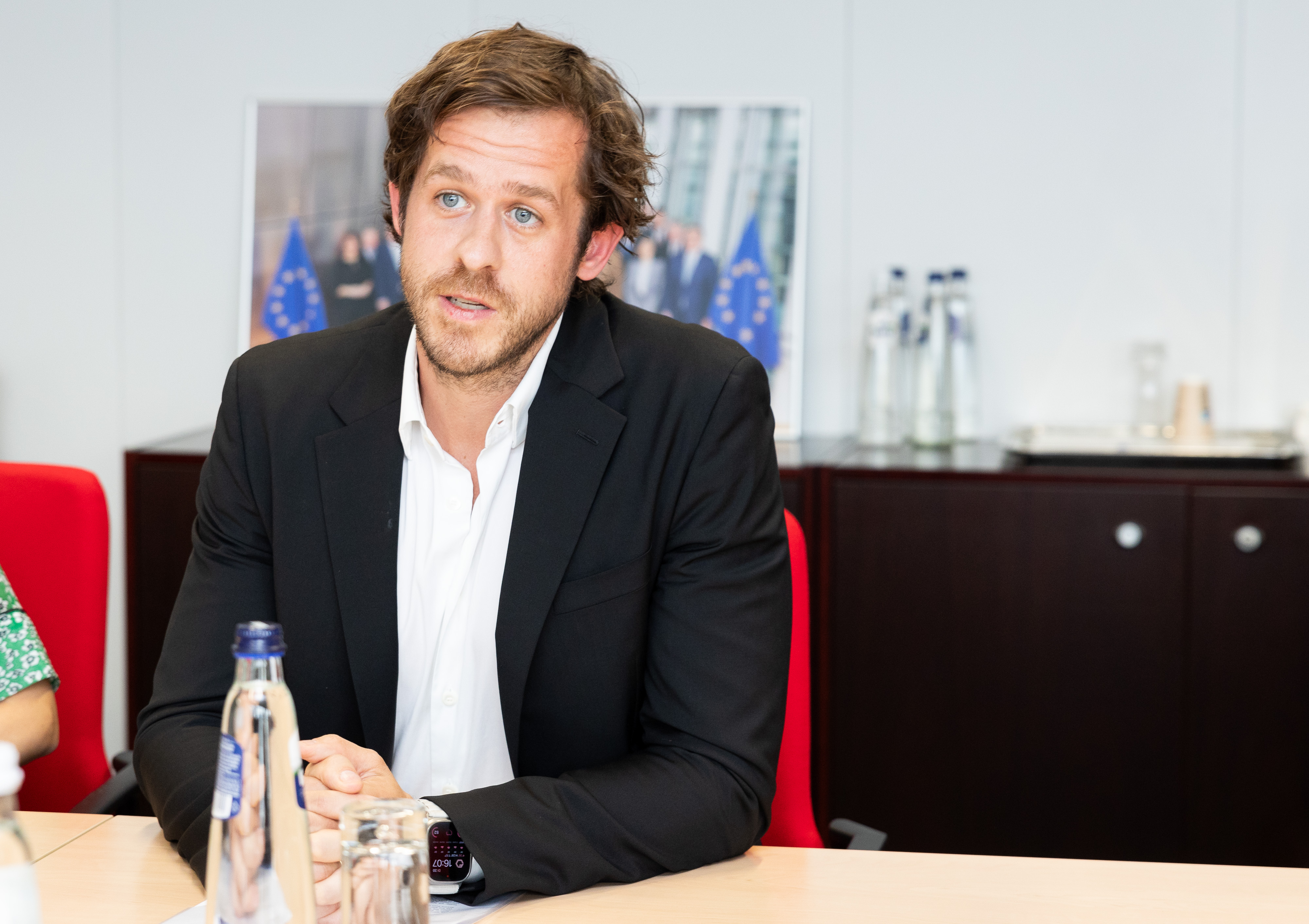
Robert Gentz, medeoprichter van Zalando

Zalando is een van oorsprong Duitse webshop voor schoenen, kleding en modeaccessoires. Het bedrijf is gevestigd in Berlijn en is actief in tientallen Europese landen.
De Verordening digitale diensten beschouwt Zalando als een zeer groot onlineplatform en legt bijhorende verplichtingen op.

## Activiteiten
Zalando werd in 2008 opgericht door David Schneider en Robert Gentz, die waren geïnspireerd door het Amerikaanse Zappos. In 2009 werd het marktgebied uitgebreid met Oostenrijk, in 2010 gevolgd door Nederland en Frankrijk. In 2010 werden mode en kleding aan het assortiment toegevoegd. Ondertussen ontwikkelde Zalando een eigen collectie en werd het in 2010 marktleider voor online schoenenverkoop. In 2011 werd uitgebreid naar Groot-Brittannië en Zwitserland en in 2012 verder naar België, Zweden, Spanje, Denemarken, Finland en Polen. In 2022 steeg het aantal landen waarin Zalando actief is naar 25 (2021: 23).
Op 11 december 2024 maakte Zalando bekend About You te willen overnemen voor € 1,1 miljard. About You is in 2014 opgericht en is vergelijkbaar met Zalando al spreekt het een jonger publiek aan. In 2023 had About You 12 miljoen klanten, op een omzet van € 1,9 miljard leed het een verlies van € 112 miljoen. Zalando verwacht zo'n € 100 miljoen aan synergievoordelen te kunnen behalen. In maart 2025 waren al 90% van de aandelen About You aangemeld, maar de overname moet nog worden goedgekeurd door de toezichthouders en de afronding van de transactie wordt in de zomer van 2025 verwacht.

### Resultaten
Sinds 2010 is de omzet met een factor 50 gestegen tot 8,0 miljard euro in 2020. Ondanks de sterke omzetgroei leed de onderneming verliezen tot en met 2013, mede door kosten van het gratis verzenden, terugsturen en de hoge advertentiekosten. Bij een gelijkblijvende omzet daalde de nettowinst in 2022. Zalando moest kortingen geven om de voorraden af te bouwen naar de gewenste niveaus en dit ging ten koste van de winstmarge.
In 2024 had het bedrijf 52 miljoen actieve klanten, die in totaal 251 miljoen orders plaatsten. De gemiddelde waarde per order lag op 61 euro.
| Jaar | Omzet       | Netto- resultaat | Actieve klanten | Aantal orders | Gemiddelde orderwaarde |
| Jaar | (× miljoen) | (× miljoen)      | (× miljoen)     | (× miljoen)   | Gemiddelde orderwaarde |
| ---- | ----------- | ---------------- | --------------- | ------------- | ---------------------- |
| 2010 | € 154       | € –23,1          |                 |               |                        |
| 2011 | € 510       | € –59,6          |                 |               |                        |
| 2012 | € 1159      | € –85,6          |                 |               |                        |
| 2013 | € 1762      | € –116,3         |                 |               |                        |
| 2014 | € 2214      | € 47,1           |                 |               |                        |
| 2015 | € 2958      | € 121,5          | 17,9            | 55            | € 67,8                 |
| 2016 | € 3639      | € 120,5          | 19,9            | 69            | € 66,6                 |
| 2017 | € 4489      | € 101,6          | 23,1            | 91            | € 64,5                 |
| 2018 | € 5388      | € 51,2           | 26,4            | 116           | € 61,0                 |
| 2019 | € 6483      | € 99,7           | 31,0            | 145           | € 56,6                 |
| 2020 | € 7982      | € 226,1          | 38,7            | 186           | € 57,7                 |
| 2021 | € 10.354    | € 234,5          | 48,5            | 252           | € 56,9                 |
| 2022 | € 10.345    | € 16,8           | 51,2            | 261           | € 56,7                 |
| 2023 | € 10.143    | € 83,0           | 49,6            | 245           | € 59,8                 |
| 2024 | € 10.573    | € 251,0          | 51,8            | 251           | € 60,9                 |

## Aandeelhouders
In 2012 bezat Rocket Internet 38%, Kinnevik AB van Niklas Zennström 26%, de Mail.Ru Group 9%, JP Morgan Asset Management 1,3% en Quadrant Capital Advisors 0,9% van de aandelen in Zalando. De Holtzbrinck Publishing Group en Tengelmann bezaten samen 18% van de aandelen. Bovendien hadden de Kinnevik-dochteronderneming Emesco AB en het management aandelen in het bedrijf. In augustus 2013 verwierf de Deense ondernemer Anders Holch Povlsen, eigenaar van modeketen Bestseller, een belang in Zalando. Het belang van de individuele investeerders in het bedrijf was op dat moment als volgt: Kinnevik 37%, European Founders Fund (Rocket Internet) 18%, Anders Holch Povlsen 10% en overigen 35%.
In september 2014 liet het bestuur van Zalando weten nog dit jaar naar de beurs van beurs van Frankfurt te gaan. Op 1 oktober was het bedrijf beursgenoteerd nadat zo'n 10% van de aandelen waren geplaatst tegen een koers van € 21,50. De zittende aandeelhouders verkochten geen aandelen waardoor de gehele opbrengst voor de bedrijfsvoering wordt gebruikt. Vanaf 22 december 2014 maakte het bedrijf onderdeel uit van de SDAX aandelenindex en verhuisde op 22 juni 2015 naar de MDAX. Op 20 september 2021 werd het aandeel opgenomen in de DAX-index.
Medio 2021 heeft grootaandeelhouder AB Kinnevik, met een belang van 20%, alle aandelen Zalando uitgekeerd aan de eigen aandeelhouders. Hiermee is het belang van Kinnevik in Zalando tot nul gereduceerd. Kinnevik kocht in 2010 de eerste aandelen Zalando en was al die tijd de grootste aandeelhouder.

## Kritiek

### Werkomstandigheden
Op 25 juli 2012 kwam Zalando op negatieve wijze in het nieuws door een undercover reportage van de Duitse televisiejournalist Marc Rosenthal van het ZDF. De documentaire toonde de werkomstandigheden in een distributiecentrum van Zalando en legde daarbij de nadruk op de hoge werkdruk en de strenge controle op de werknemers. In de media en op de facebookpagina van Zalando veroorzaakte de reportage een storm van kritiek. Het bedrijf reageerde met de mededeling dat het om een opdrachtnemer ging maar beloofde beter toezicht te gaan houden. Op 14 april 2014 kwamen de werkomstandigheden bij Zalando opnieuw in het nieuws, dit keer door een reportage van journaliste Caro Lobig van de Duitse zender RTL Television. Ook Lobig verbleef undercover in het distributiecentrum in Erfurt ten behoeve van haar reportage. Zalando kwam na de uitzending onmiddellijk met een verklaring waarin het stelde de situatie te onderzoeken, maar zich niet in de RTL-documentaire te herkennen. Het bedrijf ondernam juridische stappen tegen de journaliste omdat ze de interne bedrijfsprocessen openbaar zou hebben gemaakt.

### Loden Leeuw
Een Zalando-reclame waarin een postbode op een nudistencamping meerdere Zalando-pakketjes rondbrengt, waarna de ontvangers gaan schreeuwen, heeft in Nederland tijdens het programma Radar de prijs voor de meest irritante reclame, de Loden Leeuw, in ontvangst mogen nemen in 2011 en 2012.

### Misleidende claims van duurzaamheid
Op de Zalando-website staan bij verschillende producten duurzaamheidsvlaggetjes of andere visuele elementen zoals een blad of een boom, die een vorm van duurzame productie suggereren. In 2023 onderzocht de Autoriteit Consument & Markt (ACM) deze uitingen op basis van de ‘leidraad duurzaamheidsclaims’. Op basis daarvan heeft de ACM de Europese consumententoezichthouders geïnformeerd en Zalando daarop aangesproken. Zalando heeft daarop toegezegd een groot deel van zijn duurzaamheidsclaims van de website te verwijderen en om vanaf 15 april 2024 specifieke informatie over de producten te verschaffen in plaats van algemene claims. Ook zal de webshop niet langer de algemene term 'duurzaamheid' gebruiken om het duurzaamheidsvoordeel aan te geven en komen er 2 nieuwe webpagina’s over de duurzaamheidsstrategie van het bedrijf. Europese toezichthouders zullen vervolgens beoordelen of de website voldoet. Zo niet, dan zullen zij alsnog naleving afdwingen.